# Dendrelaphis ngansonensis
Dendrelaphis ngansonensis är en ormart som beskrevs av Bourret 1935. Dendrelaphis ngansonensis ingår i släktet Dendrelaphis och familjen snokar. Inga underarter finns listade i Catalogue of Life.
Arten förekommer i östra Thailand, Laos, Kambodja, Vietnam och i angränsande områden av Kina. Den lever i kulliga områden och i bergstrakter mellan 100 och 1500 meter över havet. Individerna lever i olika slags skogar och de klättrar främst i träd. Antagligen är Dendrelaphis ngansonensis dagaktiv och den har olika små ryggradsdjur som föda. Honor lägger ägg.
I begränsat omfång hotas beståndet av skogsbruk och skogens omvandling till jordbruksmark. Hela populationen anses vara stabil. IUCN kategoriserar arten globalt som livskraftig.